# Trbušnjaci
Trbušnjaci su vežba jačanja snage trbušnih mišića. Da bi se obavila vežba, osoba leži na podu sa kolenima savijenim pod uglom od 90 stepeni, i onda podiže trup bez pomeranja kolena. Ruke su smeštene iza glave ili vrata, preko grudi ili su ispružene paralelno sa telom. Vežba je najviše namenjena stomačnim mišićima, ali takođe pospešuje razvoj mišića oko kukova i leđa. Mnogo ljudi radi mnogo trbušnjaka svaki dan u pokušaju da dobije savršene mišiće, ali vežbe abdomena moraju biti kombinovane sa kardiovaskularnim vežbama kao što je trčanje koje smanjuje masnoće tela što dozvoljava stomačnim mišićima da budu vidljivi. Trbušnjaci uzrokuju određeni stres na donji deo leđa, tako da ljudi koji imaju takve probleme treba da rade polutrbušnjake. Upotreba trbušnjaka kao vežbe za povećanje snage trupa treba gledati kao prioritetnu vežbu pre vežbi kao što su polutrbušnjaci. Razlog je taj što kompletan trbušnjak je funkcionalna aktivnost koja gradi funkciju u pokretu i ima mnogo više pozitivnih stvari koje su korisne osobi koja vežba, nego samo poboljšanje izgleda trbušnih mišića.
Trbušnjaci bi takođe trebalo da budu različiti za različite osobe, tj različiti u odnosu od nivoa sposobnosti osobe koja vežba, i zato ne mogu biti jednostavno biti opisani kao ruke iza glave i kolena savijena pod uglom od 90 stepeni. Kako se snaga trbušnjaka povećava, iznos koji se podiže može se postepeno povećavati. To se radi pomeranjem pozicije ruku i nogu u odnosu na pivot tačku. Da bi se dalje povećao otpor iza pozicije ruku i nogu, medicinska lopta može biti korišćena, što će biti kasnije objašnjeno. Slično ko pri kreiranju otpora poziciranjem ruku, držanje lopte dalje iznad glave povećava otpor. Neki trbušnjaci se rade u bočnom maniru. Cilj ovih vežbi je da ojača abdominalne bočne mišiće( latinski - m. obliquus externus abdominis), kao suprotnost frontalnim abdominalnim mišićima.
Bočni abdominalni mišići (latinski - m. obliquus externus abdominis) Da bi se izvodila ova vežba osoba leži na jednoj strani, noge su spojene, sa rukama ispred tela, šake sklopljene. Kontrakcijom bočnih mišića podizanjem na gore, ali sa telom okrenutim na stranu, će telo dovesti u oblik luka.

## Galerija
- Trbušnjaci u teretani
- Trbušnjaci na stadionu
- Trbušnjaci sa trenerom
- Trbušnjaci sa opterećenjem